# Mapun
Mapun es un municipio parcialmente urbano de cuarta clase en la provincia de Tawi-Tawi en Filipinas. Según el censo de 2015, tiene una población de 26 597 personas.
Mapun es un municipio insular en el Mar de Joló en el extremo sudoeste de las Filipinas, ubicado muy cerca de Sabah, Malasia. Las personas que habitan la isla son conocidas como Jama Mapun o "gente de Mapun". Su dialecto es Pullun Mapun, que significa "dialecto Mapun".
También se llama Mapun a la isla, situada al suroeste del mar de Sulu, Filipinas. Isla casi plana rodeada por 13 pequeños islotes y arrecifes de coral. Tiene un área de 67 km cuadrados. Mapun fue un centro de actividad pirata de los musulmanes en el siglo XIX (los llamados moros). La isla (junto con la isla de Sibutu) se omitió inadvertidamente cuando Estados Unidos adquirió las islas Filipinas de manos de España en 1898, pero se la compró a España en 1900 y era parte de Filipinas cuando se acordó la independencia del archipiélago en 1935. Las principales actividades económicas son la agricultura de arroz seco, la producción de copra y el comercio. El pueblo Jama Mapun constituye la gran mayoría de la población de la isla. Hablan la lengua Sama-Bajau, de la familia de lenguas austronesias, y la población es mayoritariamente musulmana.

## Barangayes
Mapun está políticamente subdividido en 15 barangayes.
- Boki
- Duhul Batu
- Guppah
- Iruk-Iruk
- Kompang
- Liyubud (Pob.)
- Lubbak Parang
- Lupa Pula
- Mahalu
- Pawan
- Sapah
- Sikub
- Tabulian
- Tanduan
- Umus Mataha